# Dumbach
Der Dumbach ist ein knapp eineinhalb Kilometer langer Wasserlauf im südpfälzischen Teil des Wasgaus (Rheinland-Pfalz) und ein rechter Zufluss der Lauter, die hier, an ihrem Oberlauf, noch Wieslauter genannt wird.

## Name
Neben Dumbach sind ebenso die Bezeichnungen Dumbächel und Fischteichbach gebräuchlich.

## Verlauf
Der Dumbach entspringt auf einer Höhe von 211 m ü. NHN im mittleren Wasgau im Dahner Felsenland  in den Gangelswiesen, welche westlich von  Bruchweiler-Bärenbach am Nordrand der Gemarkung Rumbach direkt an der Grenze zu Bruchweiler-Bärenbach liegen. Er fließt zunächst in nordöstlicher Richtung. Nach gut zweihundert Meter wird er auf seiner rechten Seite vom Ausfluss eines Fischteiches gespeist. Er wendet sich nun nach Südosten und ist dann Grenze zwischen den beiden Orten. Etwas bachabwärts wird er zu drei weiteren kleinen Fischteichen gestaut. Er erreicht nunmehr den Ortsrand von Bruchweiler-Bärenbach. Bei einem Tennisplatz  verschwindet er in den Untergrund und taucht nach etwa dreihundert Meter wieder an der Oberfläche auf. Er unterquert dann die Otto-Muck-Straße und mündet schließlich auf einer Höhe von 192 m ü. NHN von rechts in die Wieslauter.

## Nutzung
Früher wurde der Dumbach zur Fischerei genutzt.